# Bandera Bajada
Bandera Bajada es una localidad argentina ubicada en el departamento Figueroa de la provincia de Santiago del Estero. Se encuentra sobre la ruta provincial 2, 1 kilómetro al este del cauce principal del río Salado y delimitada al este por un brazo del mismo río.

## Historia
La fundación del pueblo se remonta a 1945. Esta fecha se oficializó luego de arduas investigaciones y testimonios de vecinos y se fijó el día 3 de octubre.

## Economía
La principal actividad económica es desarrollada por pequeños productores que aprovechando el agua del río Salado realizan cultivos de algodón, maíz y alfalfa entre otros. El acceso a la localidad se pavimentó en 2012.

## Población
Cuenta con 964 habitantes (Indec, 2010), lo que representa un descenso del 1,63% frente a los 980 habitantes (Indec, 2001) del censo anterior.
| Gráfica de evolución demográfica de Bandera Bajada entre 1991 y 2010 |
|                                                                      |
| Fuente: Censos nacionales del INDEC                                  |

## En la cultura popular
La canción "Paraje Bandera Bajada" del músico de chamamé Isaco Abitbol homenajea el paso del conocido cantautor por la localidad.

## Parroquias de la Iglesia católica en Bandera Bajada
| Diócesis  | Añatuya             |
| --------- | ------------------- |
| Parroquia | San Isidro Labrador |